# 創新路 (高雄市)
創新路（Chuangsin Rd.）為高雄市楠梓區的南北向道路，北起於卓越路、國立高雄科技大學第一校區西校區校門口，南止於楠梓路，是國立高雄科技大學第一校區至楠梓土庫地區的主要道路。

## 行經行政區域
- 楠梓區

## 沿線設施
（由南至北）
- 7-ELEVEN新創門市
- 7-ELEVEN豐創門市
- 全家便利商店高雄新創店
- 台糖高雄花卉農園中心
- 典寶溪
- 7-ELEVEN高昌門市（Big 7）
- 全家便利商店高雄創金店
- 7-ELEVEN高第一門市（角落生物聯名店）
- 諾貝爾楠梓幼兒園
- 國立高雄科技大學第一校區

## 公共自行車
- 高雄市公共自行車租賃系統：
  - 國立高雄科技大學第一校區：卓越路校門口(西北側人行道)
  - 創新芎林一街口：創新路761號前
  - 創新公園：創新路/土庫三路口(西北側)

## 相關連結
- 高雄市主要道路列表